# Alfred Gilks

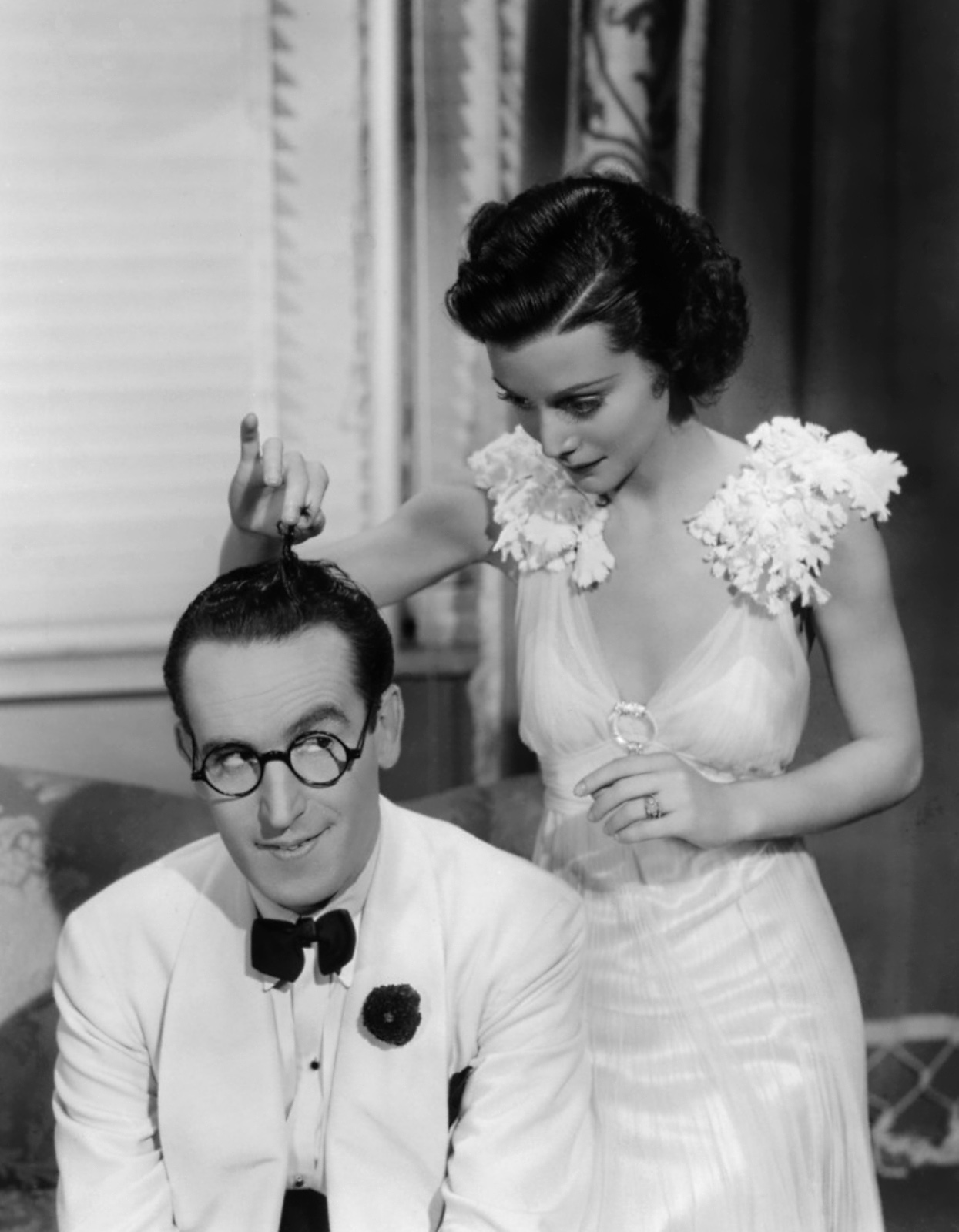
Soupe au lait (1936)
- Harold Lloyd et Helen Mack -

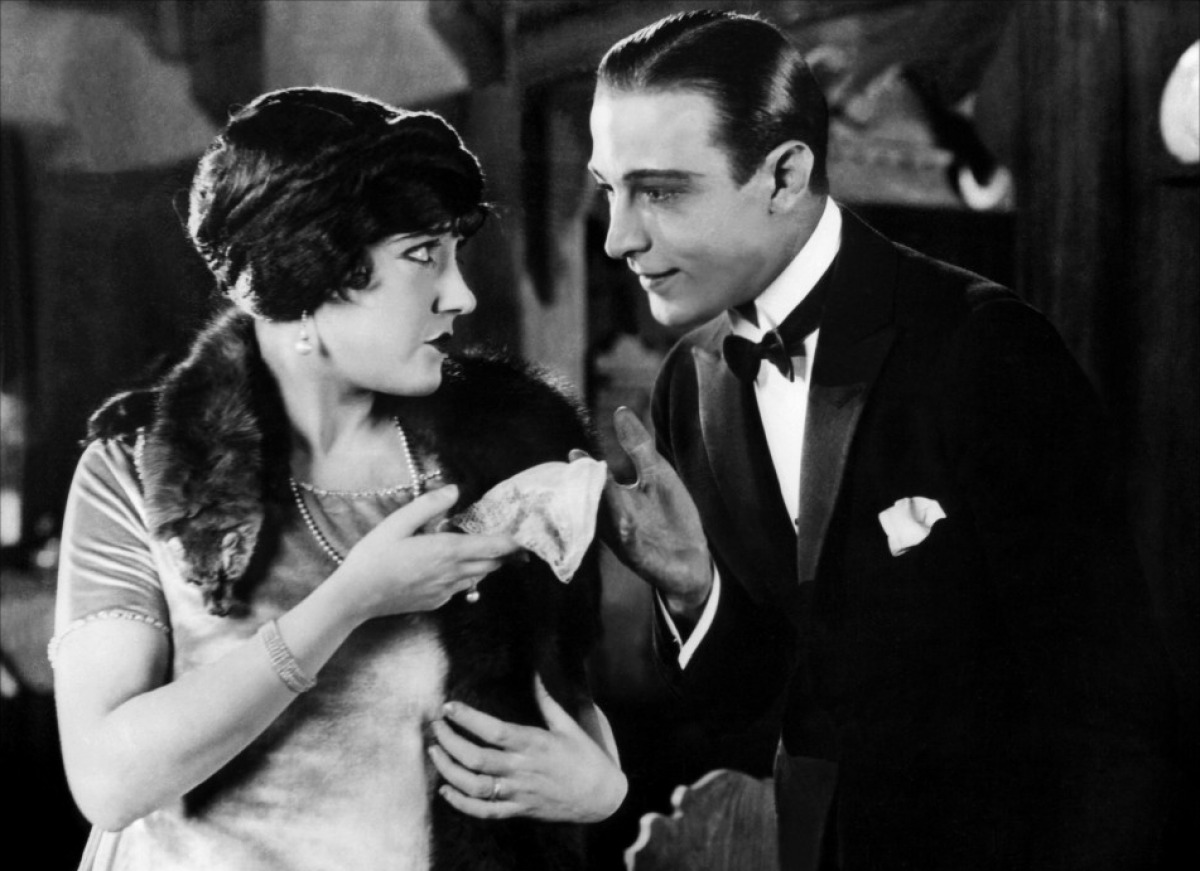
Le Droit d'aimer (1922)
- Gloria Swanson et Rudolph Valentino -

Alfred Gilks (parfois crédité Al Gilks ou Alfred L. Gilks), né le 29 décembre 1891 à Los Angeles en Californie, mort le 6 septembre 1970 à Los Angeles — Quartier de Hollywood (Californie), est un directeur de la photographie américain, membre de l'ASC.

## Biographie
Alfred Gilks débute comme chef opérateur en 1920 et collabore à près de quarante films muets jusqu'en 1928. Les vingt-cinq premiers (sauf un) sont réalisés par Sam Wood, dont dix avec Gloria Swanson (ex. : Le Droit d'aimer en 1922, avec également Rudolph Valentino). Il poursuit sa carrière après le passage au parlant, régulièrement jusqu'en 1939, puis de 1947 (avec Mariona Rebull, film espagnol) à 1956, année où il se retire. Son dernier film, comme photographe de seconde équipe, est La Prisonnière du désert de John Ford, avec John Wayne et Natalie Wood. En tout, outre le film espagnol pré-cité, il contribue à quatre-vingts films américains.
Parmi les autres réalisateurs aux côtés desquels il travaille, citons Leo McCarey (ex. : L'Extravagant Mr Ruggles en 1935, avec Charles Laughton et Mary Boland) et Vincente Minnelli (Un Américain à Paris en 1951, avec Gene Kelly et Leslie Caron), entre autres. Ce dernier film lui permet de gagner en 1952 l'Oscar de la meilleure photographie.
À la télévision, en 1955, Alfred Gilks est directeur de la photographie sur deux séries, dont Le Choix de...

## Filmographie partielle

### Au cinéma
- 1920 : Double Speed (en) de Sam Wood
- 1920 : The Sins of Rosanne (en) de Tom Forman
- 1920 : Excuse My Dust de Sam Wood
- 1921 : L'Heure suprême (The Great Moment), de Sam Wood
- 1922 : La Cage dorée (Her Gilded Cage) de Sam Wood
- 1922 : Le Calvaire de madame Mallory (The Impossible Mrs. Bellew) de Sam Wood
- 1922 : La Dictatrice (My American Wife) de Sam Wood
- 1922 : Inconscience (Her Husband's Trademark), de Sam Wood
- 1922 : Le Droit d'aimer (Beyond the Rocks) de Sam Wood
- 1923 : La Huitième Femme de Barbe-Bleue (Bluebeard's Eighth Wife) de Sam Wood
- 1923 : Les Femmes libres (Prodigal Daughters) de Sam Wood
- 1924 : The Next Corner de Sam Wood
- 1924 : Bluff de Sam Wood
- 1924 : La Fille de la brousse (The Female) de Sam Wood
- 1925 : Les Pirates de l'air (The Air Mail)
- 1925 : Rugged Water d'Irvin Willat
- 1926 : The Blind Goddess de Victor Fleming
- 1926 : Vaincre ou mourir (Old Ironsides) de James Cruze
- 1927 : Ten Modern Commandments de Dorothy Arzner
- 1927 : Mon patron et moi (Figures Don't Lie) de A. Edward Sutherland
- 1927 : Il faut que tu m'épouses (Get your Man) de Dorothy Arzner
- 1928 : Le Bateau de nos rêves (The First Kiss) de Rowland V. Lee
- 1928 : The Big Killing de F. Richard Jones
- 1928 : La Belle aux cheveux roux (Red Hair) de Clarence G. Badger
- 1928 : Wife Savers de Ralph Ceder
- 1929 : Jealousy de Jean de Limur
- 1929 : Grande Chérie (Sweetie), de Frank Tuttle
- 1929 : Les Voltigeurs de l'espace de George Abbott
- 1930 : The Kibitzer d'Edward Sloman
- 1931 : A Tailor made Man de Sam Wood
- 1932 : Secrets of the French Police d'A. Edward Sutherland
- 1933 : Midshipman Jack de Christy Cabanne
- 1934 : Rapt d'enfant (Miss Fane's Baby Is Stolen) d'Alexander Hall
- 1934 : Dollars et Whisky (You're telling Me !) d'Erle C. Kenton
- 1934 : Petite Miss (Little Miss Marker) d'Alexander Hall
- 1934 : Une femme diabolique (The Notorious Sophie Lang) de Ralph Murphy
- 1935 : Les Joies de la famille (Man on the Flying Trapeze) de Clyde Bruckman
- 1935 : L'Extravagant Mr Ruggles (Ruggles of Red Gap) de Leo McCarey
- 1935 : People will talk d'Alfred Santell
- 1936 : Soupe au lait (The Milky Way) de Leo McCarey et Norman Z. McLeod
- 1936 : Sky Parade d'Otho Lovering
- 1936 : And Sudden Death de Charles Barton
- 1936 : Straight from the Shoulder de Stuart Heisler
- 1937 : Le Joyeux Reporter (Riding on Air) d'Edward Sedgwick
- 1938 : It's in the Stars de David Miller
- 1939 : Le Secret du docteur Kildare (The Secret of Dr. Kildare) de Harold S. Bucquet
- 1939 : Tiny Troubles de George Sidney (court métrage)
- 1939 : Miracles à vendre (Miracles for Sale) de Tod Browning
- 1939 : These Glamour Girls de S. Sylvan Simon
- 1939 : Dancing Co-Ed de S. Sylvan Simon
- 1939 : On demande le docteur Kildare (Calling Dr. Kildare) d'Harold S. Bucquet
- 1950 : Les Heures tendres (Two Weeks with Love) de Roy Rowland
- 1951 : The Painted Hills d'Harold F. Kress
- 1951 : Un Américain à Paris (An American in Paris) de Vincente Minnelli
- 1951 : Un fou au volant (Excuse my Dust) de Roy Rowland
- 1953 : Bright Road de Gerald Mayer
- 1956 : La Prisonnière du désert (The Searchers) de John Ford (photographe de seconde équipe)

### À la télévision (intégrale)
- 1955 : Série The Halls of Ivy, Saison unique, épisode 31 The Umbrella Man de William Cameron Menzies
- 1955 : Série Le Choix de... (Screen Directors Playhouse), Saison unique, épisode 1 Gouverneur malgré lui (Meet the Governor) de Leo McCarey, épisode 6 The Life of Vernon Hathaway de Norman Z. McLeod et épisode 9 Tom and Jerry de Leo McCarey

## Récompenses et distinctions
- 1952 : Oscar de la meilleure photographie, catégorie couleur, pour Un Américain à Paris (récompense partagée avec John Alton, photographe de la scène de ballet)